# Takeshima (Aichi)
Takeshima (jap. 竹島, dt. „Bambusinsel“) ist eine japanische Insel in der Mikawa-Bucht. Die Insel gehört zur Gemeinde Gamagōri in der Präfektur Aichi und bildet dort mit dem gegenüberliegenden Gebiet den Ortsteil Takeshima-chō.
Die Insel ist unbewohnt, aber durch eine 400 m lange Fußgängerbrücke mit dem Festland verbunden. Auf der Insel findet sich der der Wassergöttin Benten geweihte Yaotomi-Schrein (八百富神社, Yaotomi-jinja), der 1181 von Fujiwara no Toshinari gegründet worden sein soll. Zu diesem gehören noch vier weitere Schreine zu Ehren anderer Kami – der Uga-Schrein (宇賀神社, Uga-jinja) für den Nahrungsgott Ukanomitama, der Hachidaiyū-Schrein (八大龍神社, Hachidaiyū-jinja) für den Meeresgott Ryūjin, Daikoku-Schrein (大黒神社, Daikoku-jinja) für den Gott des Ackerbaus und der Medizin Ōkuninushi und der Chitose-Schrein (千歳神社, Chitose-jinja) in dem Fujiwara no Toshinari selbst vergöttlicht ist.
Der Schreinkomplex befindet sich inmitten eines Dickichts, das von den Baumarten Machilus thunbergii, Ilex integra, Daphniphyllum teijsmannii und Cinnamomum tenuifolium bzw. insgesamt 238 Pflanzenarten geprägt ist. Zudem stellt Takeshima das nördlichste Habitat der Grasart Carex matsumurae in Japan dar. Aufgrund dieses Naturreichtums wurde die Insel 1930 zum Naturdenkmal erklärt.
Auf der gegenüberliegenden Uferseite überschaut auf einem Hügel das Gamagōri Classic Hotel im Art-déco-Stil die Insel.

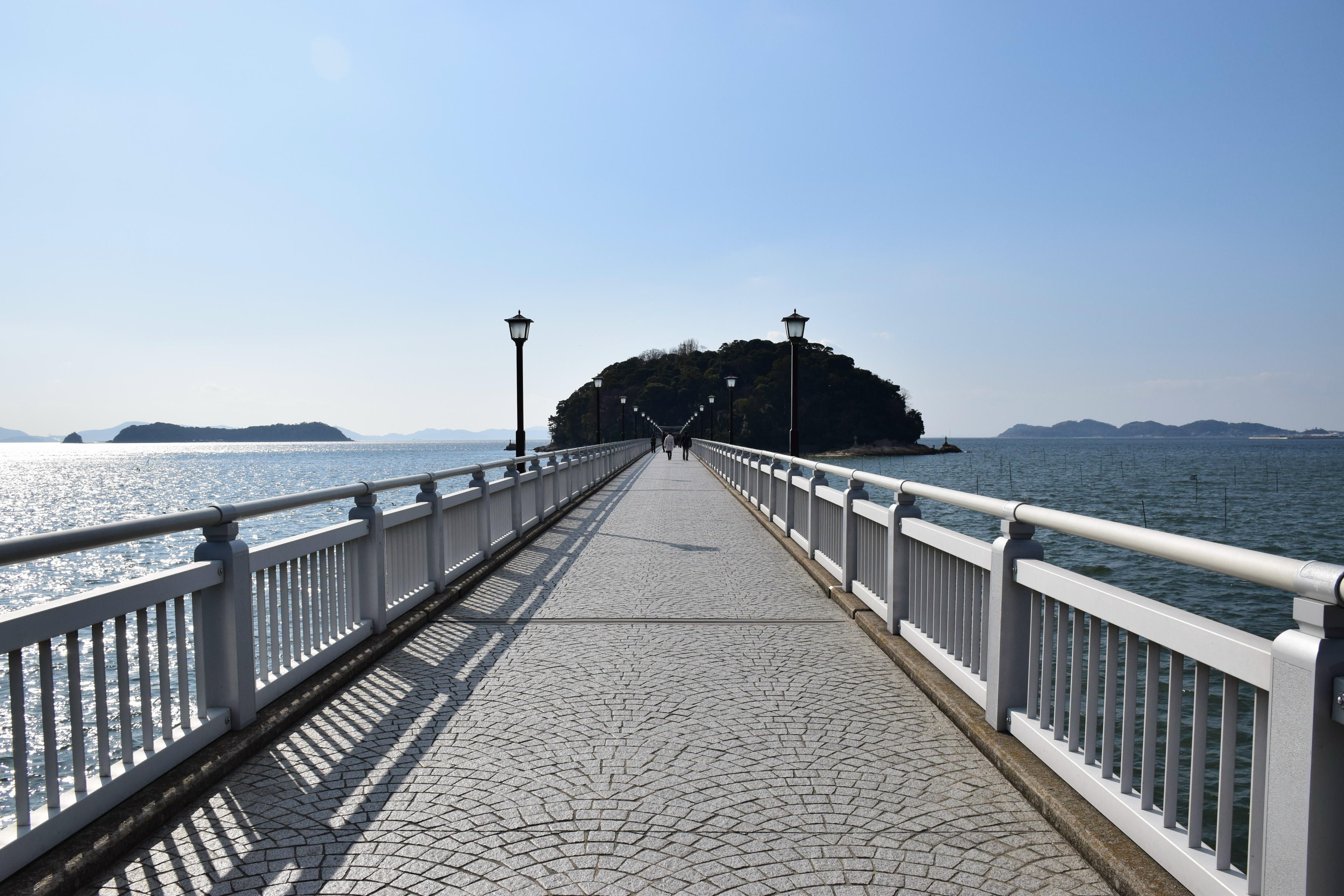
Takeshima-Brücke zur Insel
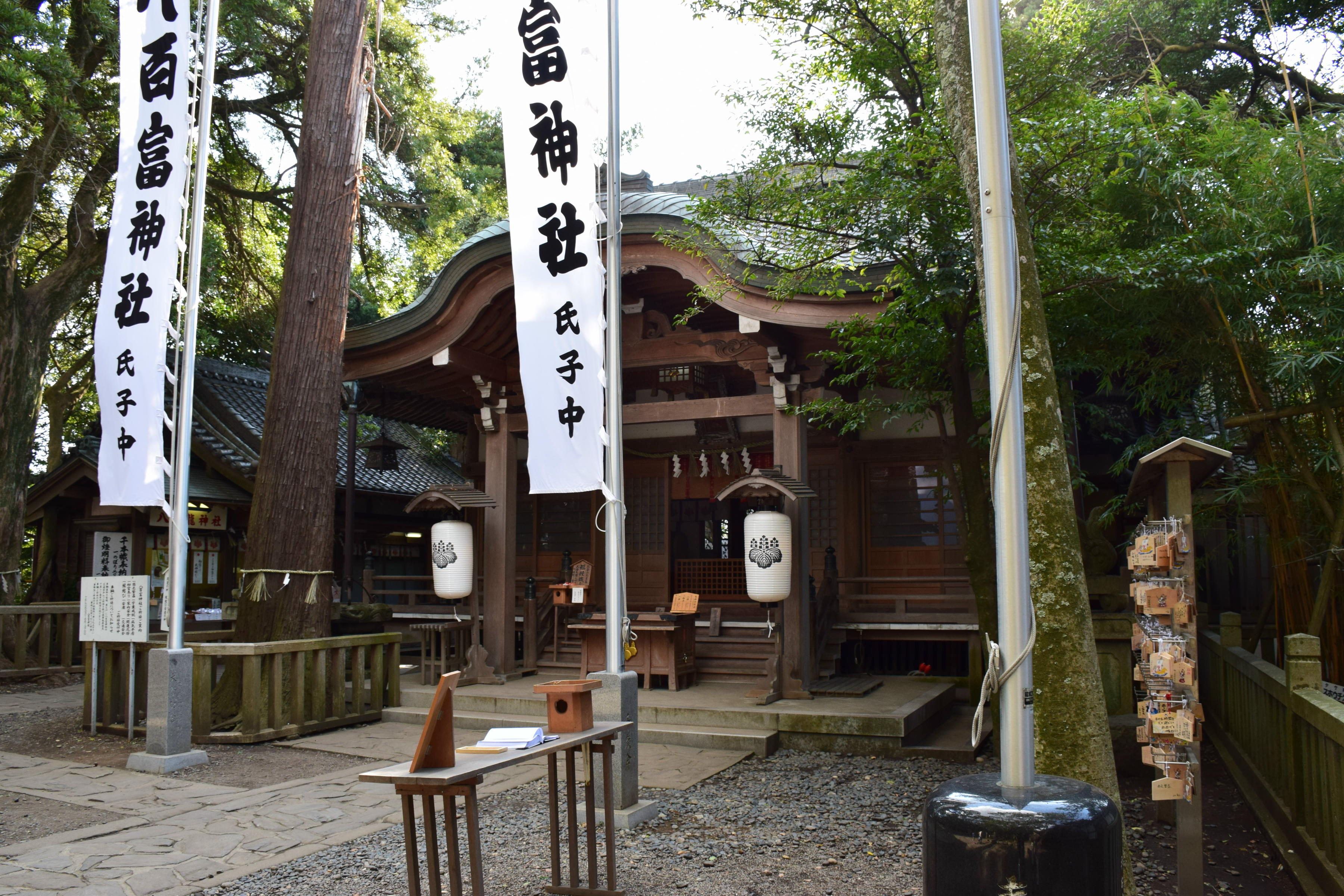
Gebetshalle (haiden) des Schreins
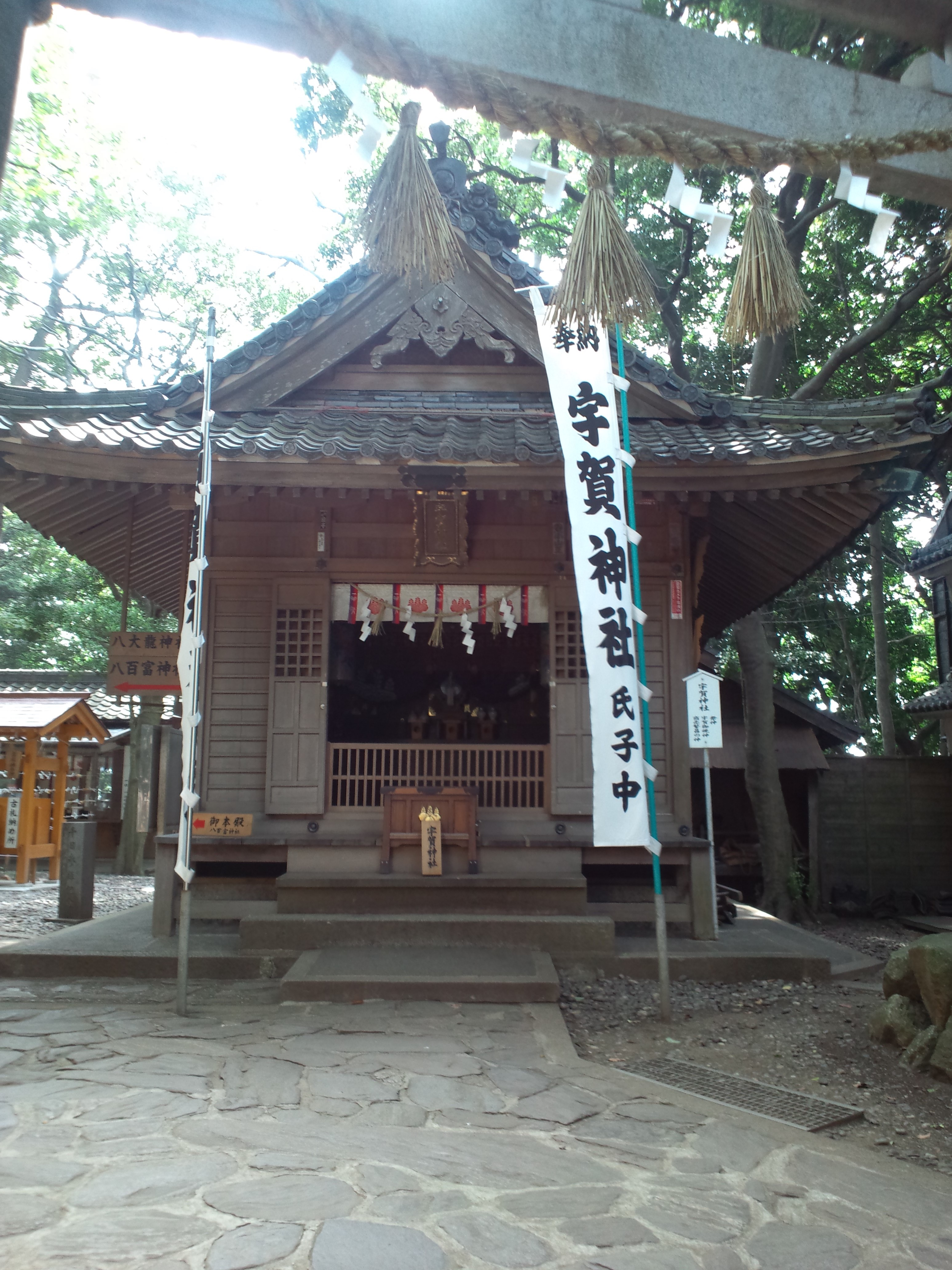
Uga-Schrein
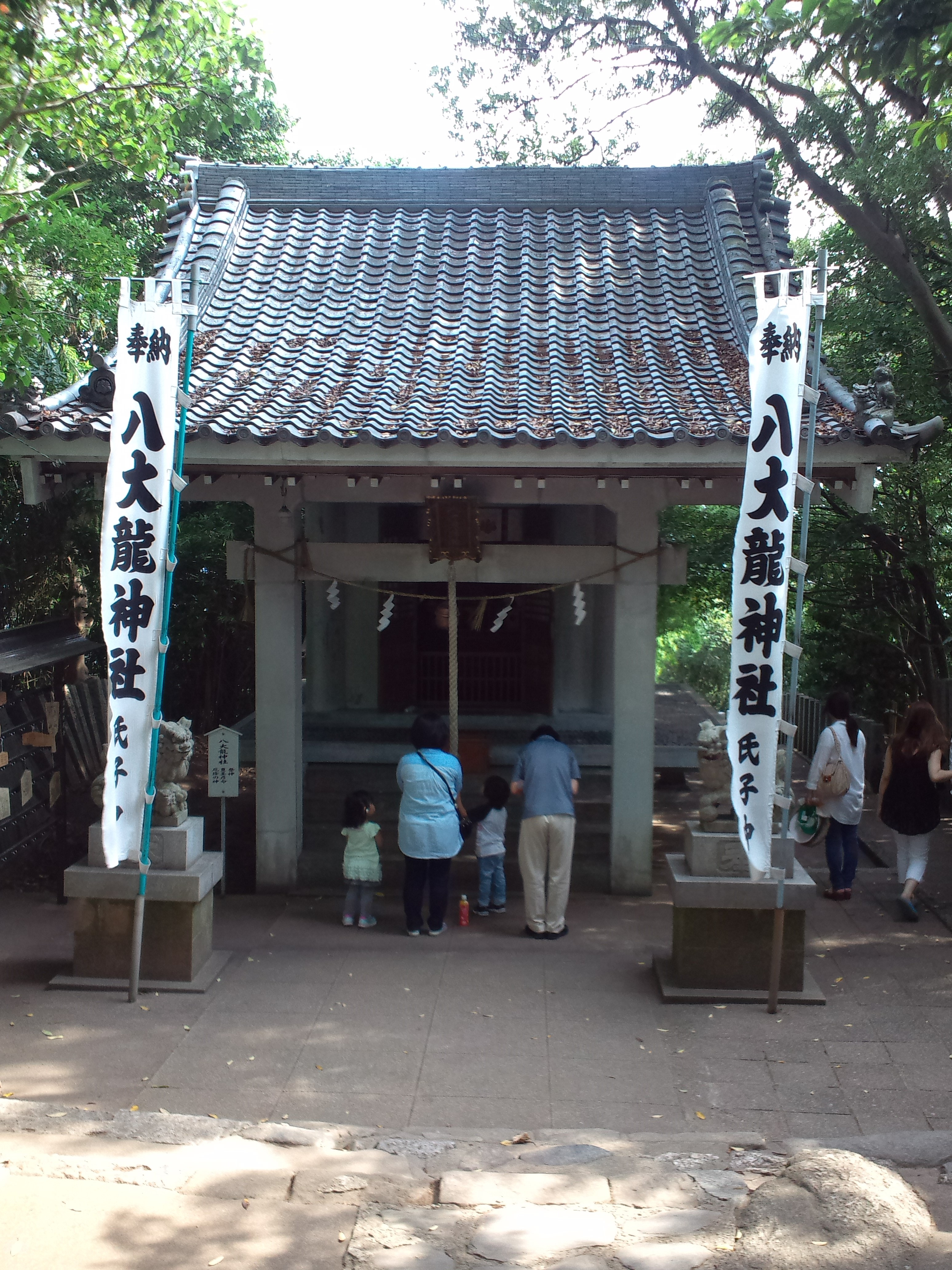
Hachidaiyū-Schrein
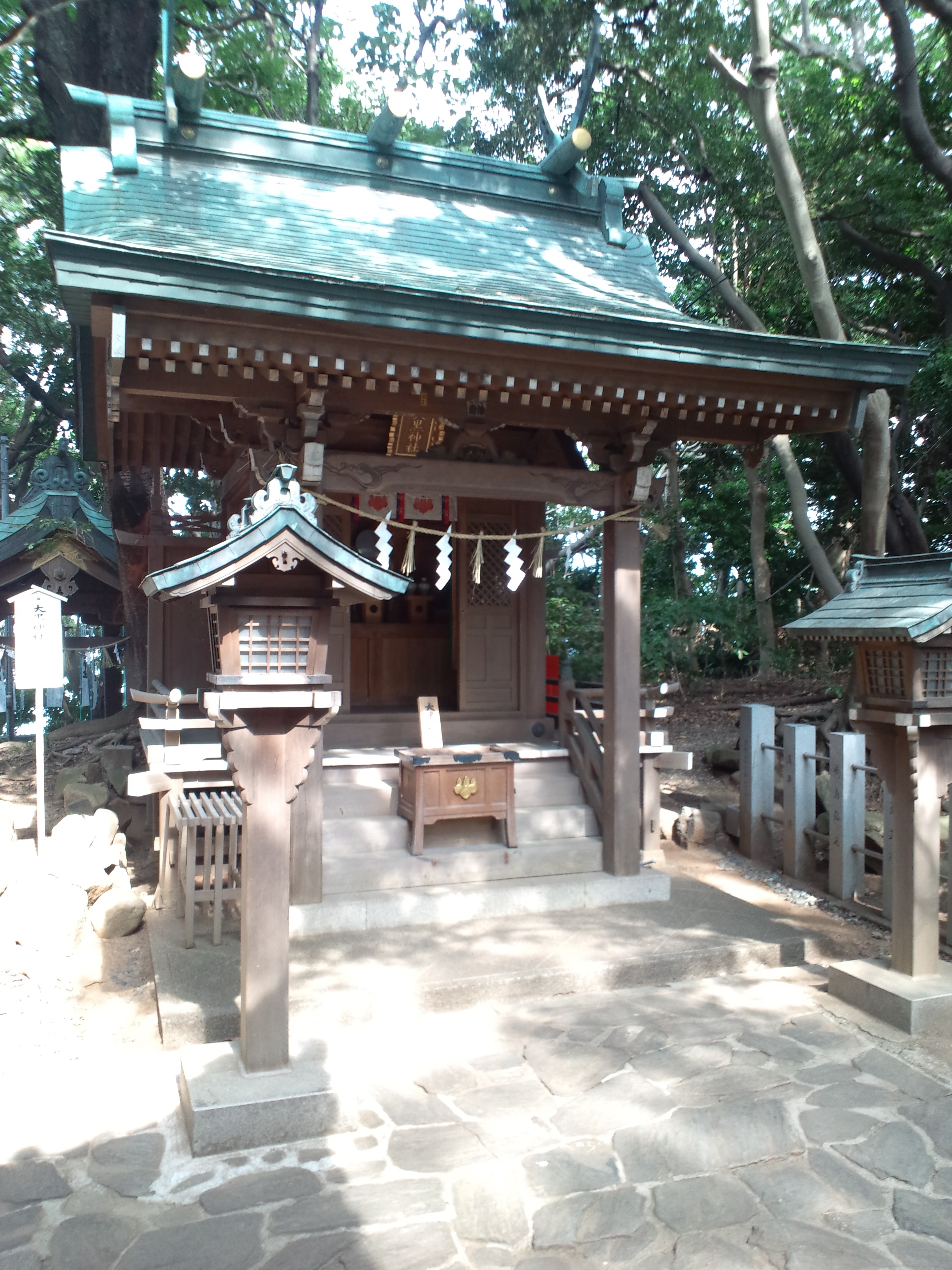
Daikoku-Schrein
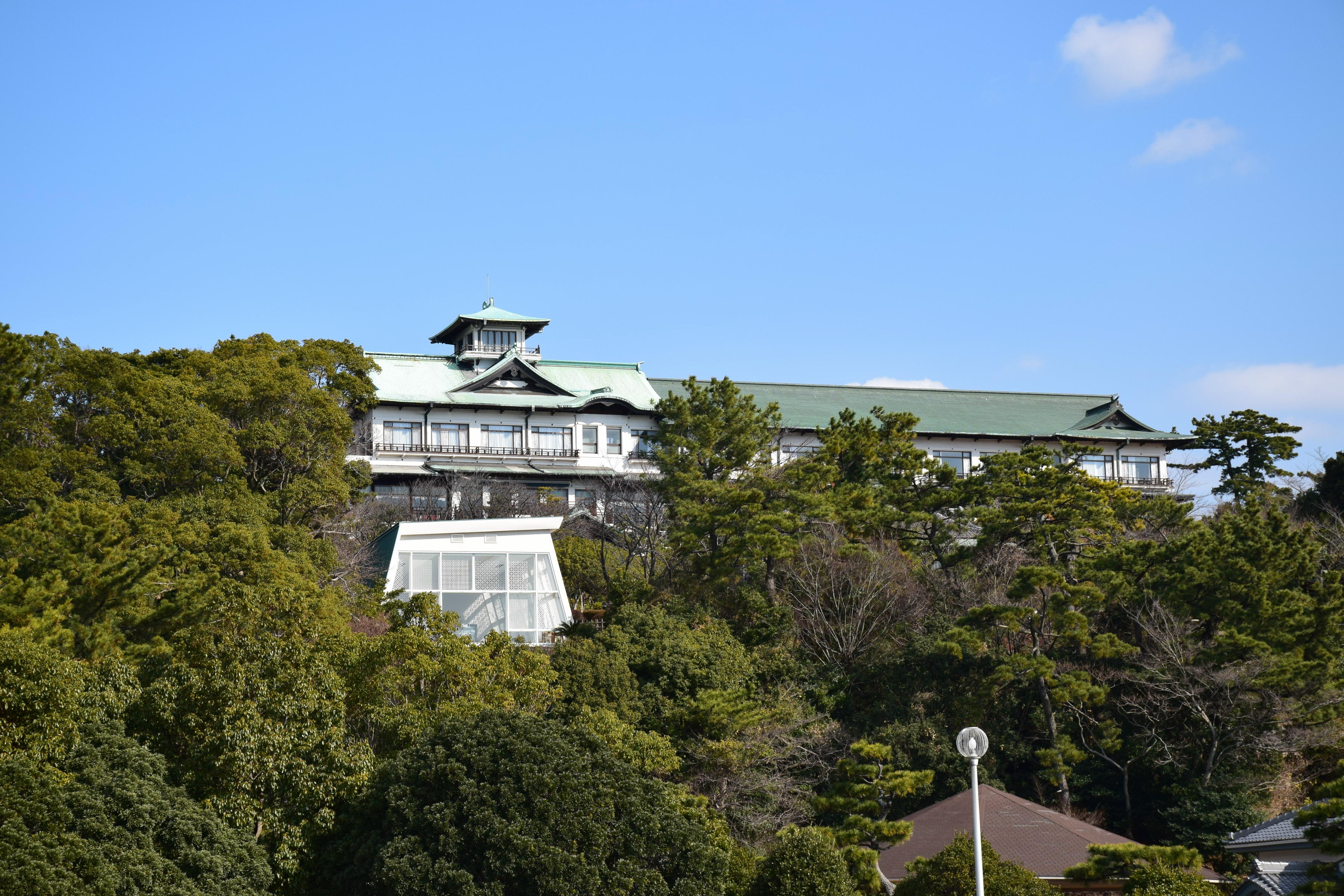
Gamagōri Classic Hotel